# 兴城站
兴城站，位于中华人民共和国辽宁省葫芦岛市兴城市宁远街道，是沈山铁路上的火车站，建于1898年，由沈阳局集团管辖。

## 歷史
- 建于1898年。

## 車站周邊
- 中国移动站前营业厅
- 兴城市客运站
- 汇仁医院
- 中国工商银行七彩城支行
- 中国农业银行兴城古城营业所
- 兴城市中医院
- 中国电信兴海路营业厅
- 兴城农村商业银行西关支行
- 兴城古城
- 西关小学

## 外部連結
- 中国铁路客户服务中心（页面存档备份，存于）